# Berijev Be-12
Berijev Be-12 Čajka ("Racek", v kódu NATO "Mail") je sovětský, resp. ruský protiponorkový a hlídkový bombardovací obojživelný létající člun. Poprvé vzlétl roku 1960 a do služby byl zaveden roku 1965. Stroj je vybaven radarem a přístroji pro detekci nepřátelských ponorek. Operovat může z letišť i vodních ploch. Je využíván nejen ve vojenské, ale i v civilní oblasti. Byl nasazován při pátracích a záchranných akcích.

## Historie

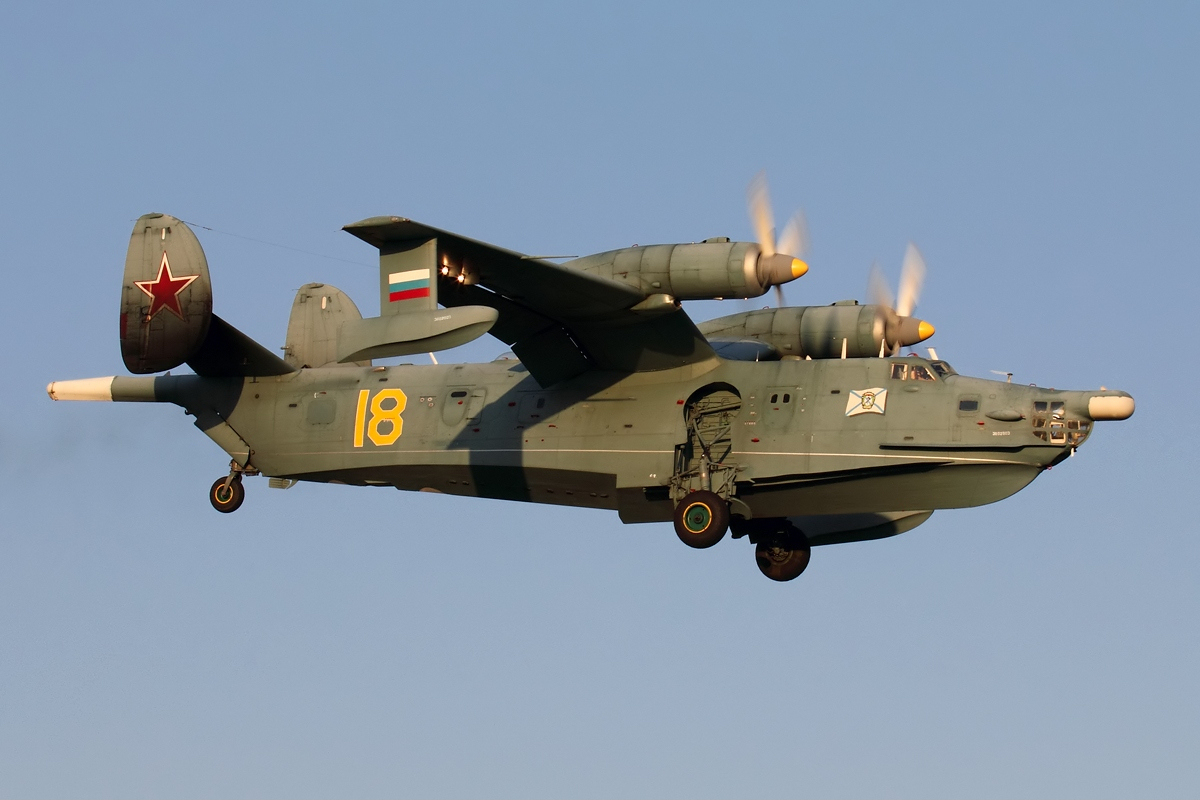
Be-12PS ruského námořního letectva.

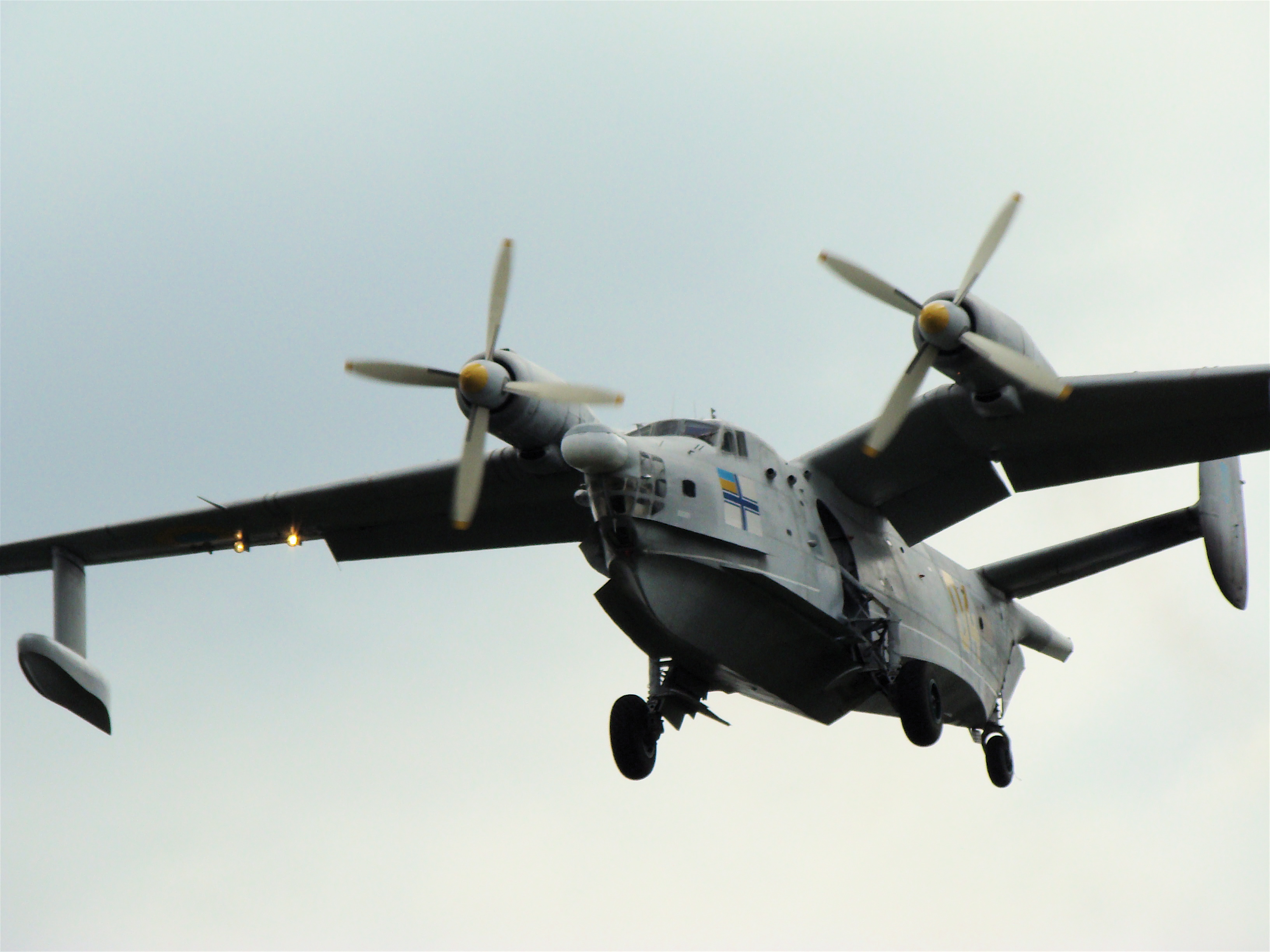
Ukrajinský Be-12 za letu.

Hydroplán Be-12 byl vyvinut jako náhrada zastaralých strojů Berijev Be-6. První let prototypu proběhl 18. října 1960.

## Služba
Typ byl do služby přijat roku 1965. Po ruské invazi na Ukrajinu v roce 2022 byly letouny nasazeny do hlídkování v Černém moři. Od roku 2023 začaly být nasazovány zejména při vyhledávání ukrajinských námořních dronů.

## Verze letounu
- Be-12 – základní verze
- Be-12PS – záchranářská verze
- Be-12P-200 – protipožární verze

## Specifikace

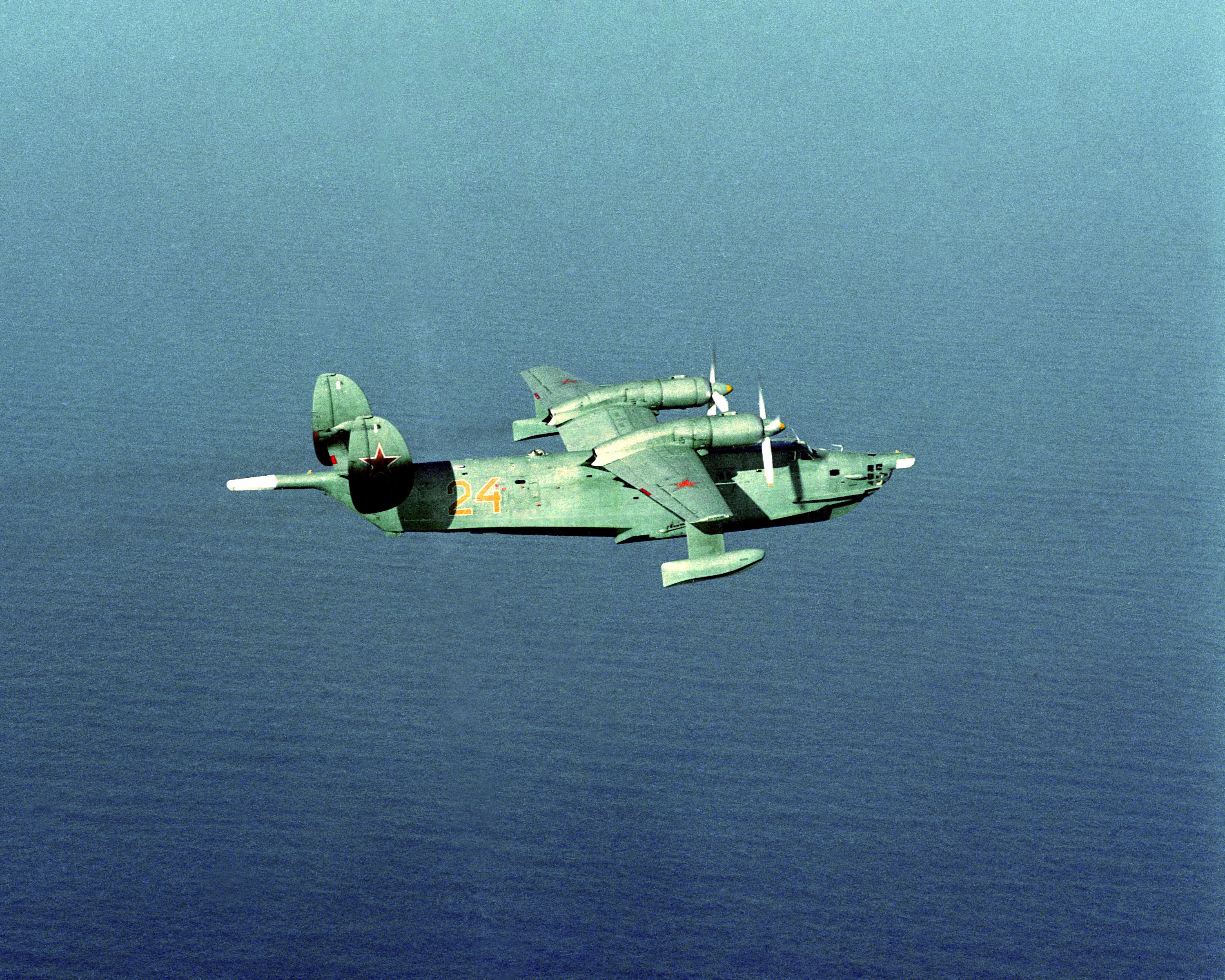
Be-12 (1990).

### Technické údaje
- Osádka: 4
- Rozpětí: 29,71 m [2][3]
- Délka: 30,95 m [3]
- Výška: 7 m [2]
- Nosná plocha: 105 m² [2]
- Hmotnost prázdného letounu: 24 000 kg
- Max. vzletová hmotnost: 36 000 kg
- Pohonná jednotka: 2 × turbovrtulový motor Ivčenko AI-20D, výkon 3124 kW každý[2][3]

### Výkony
- Maximální rychlost: 608 km/h [2][3]
- Cestovní rychlost: 320 km/h
- Praktický dostup: 8 000 m
- Dolet: 4 000 km [2][3]

### Výzbroj (u vojenské verze)
- 1500 kg pum, min nebo torpéd (ve vnitřní pumovnici a 4 závěsech pod křídly)